# ジュンパ・ラヒリ
ジュンパ・ラヒリ（Jhumpa Lahiri、ঝুম্পা লাহিড়ী、1967年7月11日 - ）は、インド系アメリカ人の小説家。ラヒリのデビュー作である短編集『病気の通訳（Interpreter of Maladies）』（1999年、日本語訳『停電の夜に』）は、2000年のピューリッツァー・フィクション賞を受賞した。最初の長編小説『その名にちなんで（The Namesake）』（2003年）は、同名で映画化された（『その名にちなんで』を参照）。ラヒリは「良い名前」を意味するニランジャナ・スデシュナ（Nilanjana Sudeshna）という出生名があるが、愛称のジュンパ（Jhumpa）によって知られている。

## 作風
ラヒリの著作の特徴は、「平易」な言葉遣いと登場人物にある。彼女の著作の登場人物たちはしばしば、アメリカへ移住したインド系移民であり、かれらは自身の生まれ育った土地の文化的価値観と選び取った故郷たるアメリカにおけるそれとの間を乗り越えてゆかなければならない。ラヒリの作品は自伝的小説であり、彼女自身の両親、友人、知人、また、彼女が親しんできたベンガル系のコミュニティの人々の経験を繰り返し描いている。ラヒリは、登場人物たちの奮闘、不安、そして偏見を丹念に追い、移民たちの心理と行動の微妙な機微と細部を時間の経過とともに描いてゆく。
『見知らぬ場所（Unaccustomed Earth）』までの作品では、焦点が当てられていたのは、多くはインド系アメリカ移民の第一世代であり、かれらが自らの生地とはひどく異なる土地で家族を持とうとする苦闘であった。物語で描き出されるのは、かれら移民1世たちが自らの子供たちをインドの文化・伝統になじませ、子供たちが成長した後々までも、両親と子供たち、さらに子供たちの家族がひとつ屋根の下に暮らすインド流の大家族とのつながりを保つよう、自らの子供たちを近くにおこうとする努力であった。
『見知らぬ場所』では、作品の登場人物たちが新たなステージへ踏み出してゆくにつれ、そうした初期の本来のエトスから離れてゆく。『見知らぬ場所』所収の短編において微細に描き出されるのは、移民2世や3世の運命である。後の世代がますますアメリカ文化への同化を遂げ、父祖の地の外側に築かれた視点に安住するようになるにつれて、ラヒリの小説は個人の欲求へ焦点を移してゆく。ラヒリが描くのは、後の世代が、自身のコミュニティと移民たちへの責任に献身する親たちのくびきからの離れてゆくさまである。

## 伝記
ラヒリは、ベンガル系インド人移民の娘としてロンドンで生まれた。彼女が3歳の時、家族はアメリカに移住した。ラヒリは自分自身をアメリカ人であると考えており、次のように述べている。「私はここ（アメリカ）で生まれたわけではありませんが、生まれたも同然なのです」。ラヒリはロードアイランド州キングストンで育った。キングストンは、彼女の父がロードアイランド大学で図書館員として働いていた土地であった。ラヒリの父は、短編「病気の通訳」で描かれたように、“第3の大陸”での基準であった。ラヒリの母親は子供たちにベンガル人としての遺産を知って育つことを望んでおり、一家はカルカッタの親族をしばしば訪れた。
キングストンで幼稚園に通い始めたころ、ラヒリの先生は彼女をジュンパという愛称で呼ぶことにした。というのも、ラヒリの本名よりも発音しやすいからだった。ラヒリは次のように回想している。「自分の名前にはいつも困惑させられます。自分自身であることが誰かに苦痛を感じさせているように感じるのです」。ラヒリが自分自身のアイデンティティに感じているアンビバレンスは、主人公ゴーゴリの風変わりな名前をめぐる小説『その名にちなんで』の着想をもたらした。ラヒリはサウスキングストン・ハイスクールを卒業し、1989年にバーナード・カレッジで英文学学士号を授与された。
ラヒリはボストン大学から、英語学修士（M.A. in English）、クリエイティヴ・ライティング修士（M.F.A. in Creative Writing）、比較文学修士、およびルネサンス研究での博士号といった、いくつかの学位を授与され、プロヴィンスタウンのファインアーツ・ワーク・センターで1997年から1998年までフェローシップを得た。ラヒリは、ボストン大学およびロードアイランド・スクール・オブ・デザインでクリエイティヴ・ライティングを教えている。
2001年、ラヒリは、ラテンアメリカ版タイム副編集長のアルベルト・ヴーリョリアス＝ブッシュ（Alberto Vourvoulias-Bush）と結婚した。ラヒリはニューヨークのブルックリンに夫、およびオクタヴィオ（2002年生まれ）およびノール（2005年生まれ）の2人の子と暮らしていたが、のちに家族一同でイタリア・ローマに移住している。

## 文学的経歴
初期の短編集は複数の出版社から何年にもわたって拒否された。デビュー作の短編集『病気の通訳』は最終的に1999年に刊行の『病気の通訳』に収められた物語は、インド人またはインド系移民の生におけるジレンマを、結婚生活における困難、失敗、アメリカ移民1世と2世の間の断絶といったテーマとともに、繊細な語り口で語っている。ラヒリは後にこう語っている。「小説を書き始めた頃、私にとっての主題がインド系アメリカ人の経験だということに気付いていませんでした」。『病気の通訳』はアメリカの批評家から賞賛された。だが、インドでの批評はさまざまで、熱狂的に歓迎するか、ラヒリがインド人に肯定的な光を当てて描いていないことに当惑するかであった。同書は60万部を売り上げ、2000年のピューリッツァー・ノンフィクション賞を受賞した。
2003年、ラヒリは初の長編小説『その名にちなんで』を刊行した。物語はガングリ一家の人生の30年にわたっている。物語で、カルカッタ生まれの両親は青年時代にアメリカに移住した。両親はアメリカでゴーゴルとソニアの2人の子供をもうけたが、2人の子供は両親との世代および文化的なギャップを経験しながら育っていった。2007年3月にはミラ・ナイール監督により、同書を原作とする映画『その名にちなんで』が公開された。
ラヒリの短編集第2作『見知らぬ場所』は2008年4月1日に刊行された。刊行されると『見知らぬ場所』はニューヨークタイムズ・ベストセラー・リストの第1位に輝いた。
ラヒリは『ニューヨーカー』誌とも密接な関係にあり、多くの短編を発表している。それらの多くはフィクションだが、少数のノンフィクションも含まれており、それらのうち最も知られているのは『故郷への長い道 - 料理教室』である。これは、ラヒリと彼女の母との関係における食物の重要性に関する物語である。
ラヒリは2005年から、著作家たちの間の親交と知的協働を推進するための組織、PENアメリカン・センターの副代表となった。
2013年に長編小説『低地』を発表、ローマに移住後の2015年にはイタリア語で書かれた初めての作品であるエッセイ集『べつの言葉で』を、2018年にはイタリア語による初の長編小説『わたしのいるところ』を発表している。

## 作品

### 短編集
- Interpreter of Maladies (1999)
  - 『停電の夜に』講談社英語文庫、2007 ISBN 978-4770040817

日本語訳（以下略）
『停電の夜に』、小川高義 訳、新潮社（新潮クレスト・ブックス）、2000 ISBN 978-4105900199
『停電の夜に』 新潮文庫、2003 ISBN 978-4102142110
- Unaccustomed Earth (2008)
『見知らぬ場所』、小川高義 訳、新潮社（新潮クレスト・ブックス）、2000 ISBN 978-4105900687

#### 短編
- "Nobody's Business" (12 March 2001, The New Yorker) ("The Best American Short Stories 2002")
- "Hell-Heaven" (24 May 2004, The New Yorker)
- "Once In A Lifetime" (1 May 2006, The New Yorker)
- "Year's End" (24 December 2007, The New Yorker)

### 長編
- The Namesake (2003)
『その名にちなんで』、小川高義 訳、新潮社（新潮クレスト・ブックス）、2004　ISBN 978-4105900403
『その名にちなんで』 新潮文庫、2007 ISBN 978-4102142127
- The Lowland（2013）
『低地』、小川高義 訳、新潮社（新潮クレスト・ブックス）、2014 ISBN 978-4105901103
- Dove mi trovo (2018)
『わたしのいるところ』、中嶋浩郎 訳、新潮社（新潮クレスト・ブックス）、2019 ISBN 978-4105901592

### エッセイ
- In altre parole（2015）
『べつの言葉で』、中嶋浩郎 訳、新潮社（新潮クレスト・ブックス）、2015 ISBN 978-4105901202
- Translating Myself and Others（2022）
『翻訳する私』、小川高義 訳、新潮社（新潮クレスト・ブックス）、2025 ISBN 978-4105901998

### 詩集
- Il quaderno di Nerina (2020)
『思い出すこと』、中嶋浩郎 訳、新潮社（新潮クレスト・ブックス）、2023 ISBN 978-4105901905

## 受賞歴
- 1993 — TransAtlantic Award from the Henfield Foundation
- 1999 — オー・ヘンリー賞 "Interpreter of Maladies"
- 1999 — PEN/Hemingway Award (Best Fiction Debut of the Year) for "Interpreter of Maladies"
- 1999 — "Interpreter of Maladies" selected as one of Best American Short Stories
- 2000 — Addison Metcalf Award from the American Academy of Arts and Letters
- 2000 — The New Yorker's Best Debut of the Year for "Interpreter of Maladies"
- 2000 — ピューリッツァー賞 フィクション部門 for her debut Interpreter of Maladies
- 2000 — James Beard Foundation's M.F.K. Fisher Distinguished Writing Award for "Indian Takeout" in Food & Wine Magazine
- 2002 — グッゲンハイム・フェロー選出
- 2002 - "Nobody's Business" selected as one of Best American Short Stories
- 2008 -  Frank O'Connor International Short Story Award for "Unaccustomed Earth"

### 寄稿
- (Introduction) The Magic Barrel: Stories by Bernard Malamud, Farrar, Straus and Giroux, July 2003.
- (Introduction) Malgudi Days by R.K. Naraya, Penguin Classics, August 2006.
- "Rhode Island" (essay), State by State: A Panoramic Portrait of America edited by Matt Weiland and Sean Wilsey, Ecco, September 16, 2008

### バイオグラフィ－
- Jhumpa Lahiri at The Steven Barclay Agency
- SAWNET biography
- Biography
- Voices From the Gaps Biography

### インタビューなど
- Lahiri in context of the Subcontinent
- NPR Interview on Fresh Air
- Research on Lahiri - ウェイバックマシン（2008年2月10日アーカイブ分） (Bibliographical Information)

### 書評
- 「愛」の果て - 川上弘美による書評（『波』誌2008年9月号掲載）